# Grand Prix d'Ouverture La Marseillaise 1996
Il Grand Prix d'Ouverture La Marseillaise 1996, diciassettesima edizione della corsa e valido come evento del circuito UCI categoria 1.4, si svolse il 6 febbraio 1996 su un percorso di 135 km. La vittoria fu appannaggio dell'italiano Fabiano Fontanelli, che completò il percorso in 3h27'08", alla media di 39,105 km/h, precedendo il ceco Ján Svorada e l'ucraino Andrei Tchmil.
Sul traguardo 80 ciclisti, su 128 partiti, portarono a termine la competizione.

## Ordine d'arrivo (Top 10)
| Pos. | Corridore          | Squadra            | Tempo    |
| ---- | ------------------ | ------------------ | -------- |
| 1    | Fabiano Fontanelli | MG Boys Maglificio | 3h27'08" |
| 2    | Ján Svorada        | Panaria-Vinavil    | a 30"    |
| 3    | Andrei Tchmil      | Lotto-Isoglass     | s.t.     |
| 4    | Fabio Baldato      | MG Boys Maglificio | s.t.     |
| 5    | Michele Bartoli    | MG Boys Maglificio | s.t.     |
| 6    | Frédéric Guesdon   | Team Polti         | s.t.     |
| 7    | Bruno Boscardin    | Festina-Lotus      | s.t.     |
| 8    | François Simon     | Gan                | s.t.     |
| 9    | Steven de Jongh    | TVM-Farm Frites    | s.t.     |
| 10   | Servais Knaven     | TVM-Farm Frites    | s.t.     |